# مایک ابرین (شناگر)
مایک ا'برین (به انگلیسی: Mike O'Brien) (زادهٔ ۲۳ اکتبر ۱۹۶۵) شناگر اهل کشور ایالات متحده آمریکا است.